# Agrume de jours longs

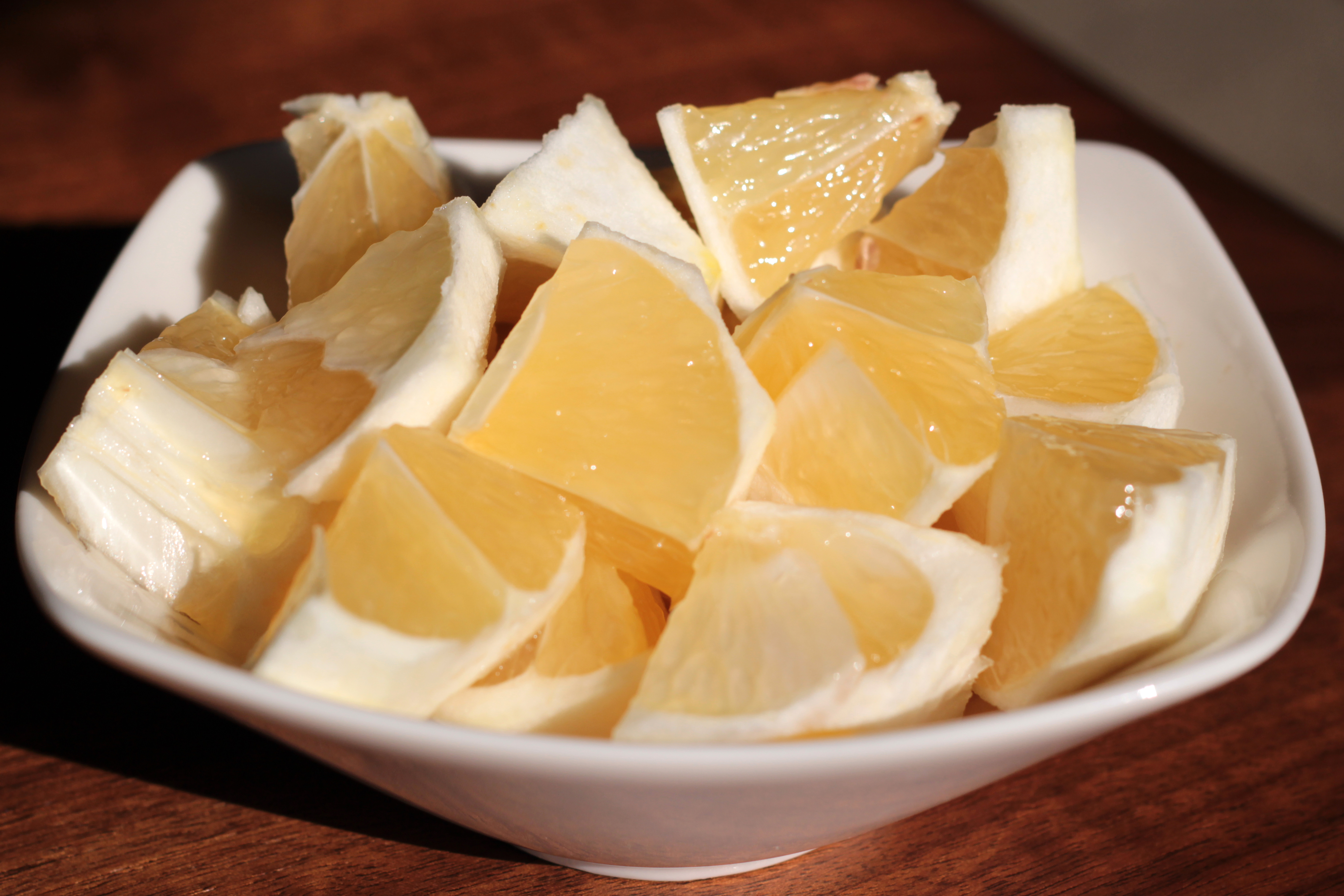
Hyaganatsu (Citrus tamurana).

Les agrumes de jours longs sont les fruits des espèces ou variétés horticoles du genre Citrus récoltés durant les jours longs des climats tempérés chauds, autrement dit la période comprise entre l'équinoxe de printemps et l'équinoxe d'automne.
On les divise en deux groupes : les agrumes tardifs récoltés plus de 12 mois après l'anthèse, les agrumes hâtifs récoltés peu de temps après l'anthèse ou bien à floraison tardive.
Les principaux agrumes tardifs récoltés en avril et mai (hémisphère nord) ou octobre et novembre (hémisphère sud) sont les oranges, clémentines et mandarines tardives, les citrons verdelli, les Citrus tamurana à maturité tardive, les japonais de la nébuleuse natsu et quelques rares pamplemousses (Citrus maxima).
Les agrumes hâtifs récoltés en juin et septembre (dans l'hémisphère nord) ou décembre et mars (dans l'hémisphère sud) sont les Citrus acides utilisés avant maturité complète et certaines mandarines satsuma.

## Histoire
Un biais des consommateurs occidentaux est d'associer agrumes et jours longs d'hiver, Gregory Scott et Dany Griffon écrivent (1998) « les agrumes constituent par excellence le fruit d'hiver... 70% du volume produit est mis sur le marché entre novembre et mars » . Quand on parle d'agrumes d'été le plus souvent c'est pour désigner les agrumes d'hiver de l'hémisphère sud . Les limes tropicales (citron vert) sont peu cultivées en climat méditerranéen. Pourtant, au Japon des agrumes d'été de l'hémisphère nord ont été domestiqués depuis plusieurs siècles : oranges d'été, mandarines d'été ainsi que des fruits acides spécialement destinés à être consommés verts, pendant l'été .

## Les agrumes tardifs

### Les oranges (Citrus sinensis)
- Valencia : V. Late Frost, V. Delta seedless, V. Midknight, la portugaise Dom João - très douce - se récoltent jusqu'à juin, juillet en Californie et en Algarve [4], presque tout l'été en Australie

### Les pamplemousses (Citrus maxima)
Les fruits de certains cultivars de pamplemoussier et d'hybrides de pamplemoussier acceptent de rester longtemps sur l'arbre; c'est le cas des Citrus ×paradisi. Les fruits les plus originaux sont japonais :
- Yugehisago 弓削瓢柑 [5], agrume léopard ひょう柑 [6], le plus tardif récolté en juin juillet
- Kawachi bankan かわちばんかん (aussi nommé mishunkan) 河内晩柑 est un pamplemousse à jus récolté 14 mois après l'anthèse, en juin .
- Dans le Préfecture de Kochi le pamplemousse shunka 春夏 est laissé 17 à 18 mois sur l'arbre, à ce stade la pulpe devient gélatineuse, les graines commencent à germer dans le fruit.
- Hybride vraisemblable de C. maxima : Hassaku (C. × hassaku) récolté jusqu'en avril et commercialisé après une maturation de deux mois.
- Ougonkan Bankan , Ōgonkan (黄金柑, agrume d'or) petit fruit sucré récolté jusqu'à fin avril

### Lesnatsu(Citrus tamurana, Citrus natsudaidai)
En japonais natsu signifie « été ». La plupart des natsu récoltés ou vendus tardivement, d'avril à juin. La production des natsu est exclusivement japonaise, elle a connu un sommet de l'ordre de 600 000 tonnes dans les années 1973 à 1980, pour décliner régulièrement avec moins de 100 000 tonnes depuis 2005.
- Un premier sous groupe a pour origine Hyuganatsu (Citrus tamurana, 日向夏) est le résultat d'un semis découvert par hasard en 1820 à Miyasaki. Il est récolté jusqu'en avril[7]. La culture a gagné tout le sud du Japon et les cultivars sont aujourd'hui nombreux, parmi eux Konatsu こなつ (petit été) est le plus diffusé. Ce fruit a la taille d'une orange Valencia, jaune, très fertile - beaucoup de pépins -, se mange après avoir été pelé comme une pomme. Le mésocarpe (le blanc) spongieux est consommé avec la pulpe, orange, lumineuse, croquante et juteuse. Il en existe des variantes plus ou moins douces.

- Un second sous groupe, Natsumikan, (Citrus natsudaidai, 夏蜜柑), ou dont la récolte se poursuit jusqu’à juin[7] et dont la production actuelle est de 40 000 tonnes, suivi d'une nébuleuse de cultivars locaux tels amanatsu (récolte jusqu'en mai) dont il existe une version rouge : beniamanatsu.

## Les agrumes hâtifs

### Les verts acides
Les acides verts asiatiques d'été avec pour dates de récolte celles données par l'encyclopédie des fruits supervisée par NARO et JIRCAS pour le Japon.
- Hebesu (C. heibei) - taxinomie incertaine il est parfois classé C. sudachi - est le plus précoce des agrumes verts acides du Japon, cultivé en serre il est disponible de juin à fin octobre
- Sudachi (C. sudachi) donne des fruits juteux, d'une acidité élégante, de mi juillet à début octobre.
- Naosichi ou sudachi de Takuma est plus tardif que le sudachi, récolte en octobre [8].
- Daïdaï d'Hetsuka, récolté vert en automne, Préfecture de Kagoshima.
- Les limes acides (C. aurantiifolia) produisent, en climat chaud, dès juillet tandis que la lime de Perse ou de Tahiti (C. latofolia), produit au milieu de l'été : mi aout Hémisphère nord.
- À partir de fin aout les premiers yuzus verts (C. junos) sont consommés soit entiers en tranches fines, soit pour leur jus.
- Kabosu (C. sphaerocarpa), au fruit de la taille d'une belle mandarine est commercialisé vert de fin aout à mi octobre, son jus à un gout résineux qui convient bien à certains poissons grillés.
- Shikuwasa (C. depressa) est moins rustique que (C. aurantiifolia), en climat chaud à saisons marquée le fruit juteux ne se récolte pas avant mi septembre.
- Mochiyu ou Bushukan (ne doit pas être confondu avec l'homonyme japonais cédrat digité Citrus medica var. sarcodactylis).
- Kizu petit agrume acide de Saga et de Fukuoka se récolte vert à partir de septembre.

Les acides verts occidentaux
- Le Chinotto (Citrus x myrtifolia) cultivé en Italie se récolte en juin et juillet [9].
- La lime de Perse ou de Tahiti (Citrus latifolia) dont la haute saison est juillet à septembre [10] dans l'hémisphère nord.

### Les clémentines et mandarines
- Kabuchi (Citrus keraji var. kabuchii ) est une petite mandarine très sucrée d'Okinawa qui se récolte verte en septembre octobre quand il lui reste un peu d'acidité.
- Mandarine satsuma : le plus précoce est Iwasaki (septembre).

## Le cas particulier du citron
Le citron à fruit acide est contemporain des longues navigations (IXe siècle), les sélectionneurs méditerranéens et proche-orientaux ont dû répondre à un besoin permanent des marins. C’est aussi le premier agrume à s’être mondialisé avec les grandes découvertes,. Le citron (citrus limon) est le seul agrume qui se récolte toute l’année, du fait de la sélection variétale, des techniques de culture et des modes de conservation sur l’arbre.
La sélection de citronniers tardifs est toujours active (cultivar espagnol Summer Prim et italien Limone Femminello Siracusano 2KR, maturité en octobre, par exemple).

## Le forçage
Le forçage en serre ou tunnel chauffé permet d'obtenir des agrumes d'été. La floraison est induite au début de l'hiver par une hormone végétale , la benzyl adénine, pour une récolte en été. La méthode fonctionne bien avec la mandarine satsuma. Les fruits d'été doivent être déverdis.